# Altbach (Taufkirchen)
Altbach ist ein Gemeindeteil der Gemeinde Taufkirchen (Vils) im Landkreis Erding in Oberbayern.

## Lage
Die Einöde Altbach liegt am Kallinger Bach in der Gemarkung Gebensbach 6,75 Kilometer südöstlich des Wasserschlosses Taufkirchen.

## Bevölkerungsentwicklung
Um 1970 gab es in Altbach zwölf Einwohner. Im Mai 1987 lebten dort zehn Einwohner in zwei Wohngebäuden.
| Jahr      | 1970 | 1987 |
| Einwohner | 12   | 10   |